# Obrida comata
Obrida comata är en skalbaggsart som beskrevs av Francis Polkinghorne Pascoe 1863. Obrida comata ingår i släktet Obrida och familjen långhorningar. Inga underarter finns listade i Catalogue of Life.